# Châtillon-sur-Seine
Châtillon-sur-Seine là một xã ở tỉnh Côte-d’Or trong vùng Bourgogne-Franche-Comté, phía đông nước Pháp. Khu vực này có độ cao trung bình 225 mét trên mực nước biển.

## Người dân nổi bật
Châtillon-sur-Seine là nơi sinh của:
- Auguste Marmont, duke of Ragusa (1774-1852)
- Désiré Nisard (1806-1888), tác gia
- Louis Paul Cailletet (1832-1913), nhà vật lý
- Alice Prin (Kiki) (1901-1953), ca sĩ